# Orešac, Vršac
Orešac (izvirno srbsko Орешац) je naselje v Srbiji, ki upravno spada pod Občino Vršac; slednja pa je del Južnobanatskega upravnega okraja.

## Demografija
V naselju živi 337 polnoletnih prebivalcev, pri čemer je njihova povprečna starost 42,8 let (41,4 pri moških in 44,2 pri ženskah). Naselje ima 136 gospodinjstev, pri čemer je povprečno število članov na gospodinjstvo 3,09.
Prebivalstvo je večinoma nehomogeno, a v času zadnjih treh popisov je opazno zmanjšanje števila prebivalcev.
|  |

| Demografija | Demografija     | Demografija     |
| Leto        | Št. prebivalcev | Št. prebivalcev |
| ----------- | --------------- | --------------- |
|             |                 |                 |
|             |                 |                 |
|             |                 |                 |
|             |                 |                 |
| 1948        | 801             |                 |
| 1953        | 840             |                 |
| 1961        | 813             |                 |
| 1971        | 738             |                 |
| 1981        | 647             |                 |
| 1991        | 570             | 501             |
| 2002        | 531             | 420             |
|             |                 |                 |

| Etnična sestava po popisu iz leta 2002 | Etnična sestava po popisu iz leta 2002 | Etnična sestava po popisu iz leta 2002 | Etnična sestava po popisu iz leta 2002 | Etnična sestava po popisu iz leta 2002 |
| -------------------------------------- | -------------------------------------- | -------------------------------------- | -------------------------------------- | -------------------------------------- |
| Romuni                                 | Romuni                                 |                                        | 196                                    | 46,66%                                 |
| Srbi                                   | Srbi                                   |                                        | 171                                    | 40,71%                                 |
| Romi                                   | Romi                                   |                                        | 41                                     | 9,76%                                  |
| Madžari                                | Madžari                                |                                        | 8                                      | 1,90%                                  |
| Hrvati                                 | Hrvati                                 |                                        | 1                                      | 0,23%                                  |
| Makedonci                              | Makedonci                              |                                        | 1                                      | 0,23%                                  |
| Neznano                                | Neznano                                |                                        | 0                                      | 0,0%                                   |